# جورج گیبسون (بازیکن فوتبال، زاده ۱۹۱۲)
جورج گیبسون (انگلیسی: George Gibson; ۲۹ اوت ۱۹۱۲ – ۳۰ دسامبر ۱۹۹۰) بازیکن فوتبال اهل بریتانیا بود.
از باشگاه‌هایی که در آن بازی کرده‌است می‌توان به باشگاه فوتبال وورکینگتون ای. اف. سی، باشگاه فوتبال والنسین، باشگاه فوتبال برادفورد سیتی، باشگاه فوتبال ساندرلند و باشگاه فوتبال لستر سیتی اشاره کرد.